# Otos (mitologia)
Otos (gr. Ὦτος Ōtos, łac. Otus) – w mitologii greckiej olbrzym z rodu Aloadów. Brat Efialtesa, syn Posejdona i Ifimedei, żony Aloeusa. Chciał porwać Artemidę, jednak poległ w walce zabity przez Apollona. W Tartarze, wraz z bratem przywiązany wężami do słupa, ma być dręczony przez krzyki sów.